# Sylvia sarda

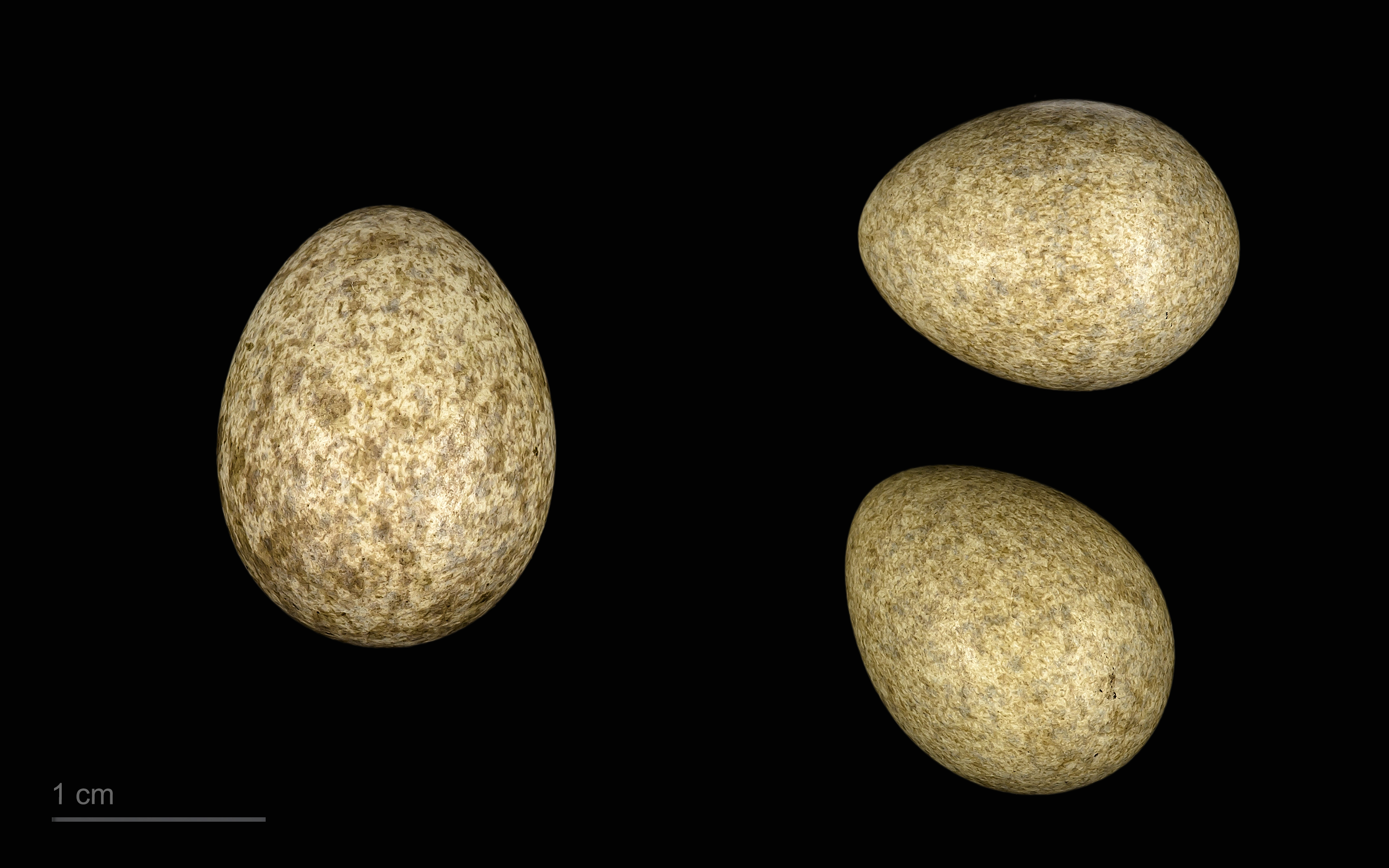
Cuculus canorus canorus + Sylvia sarda

Sylvia sarda là một loài chim trong họ Sylviidae.